# Protaetia speciosa
Protaetia speciosa är en skalbaggsart som beskrevs av Adams 1817. Protaetia speciosa ingår i släktet Protaetia och familjen Cetoniidae.

## Underarter
Arten delas in i följande underarter:
- P. s. nematiani
- P. s. marchei
- P. s. jousselin
- P. s. cyanichlora
- P. s. venusta

## Bildgalleri

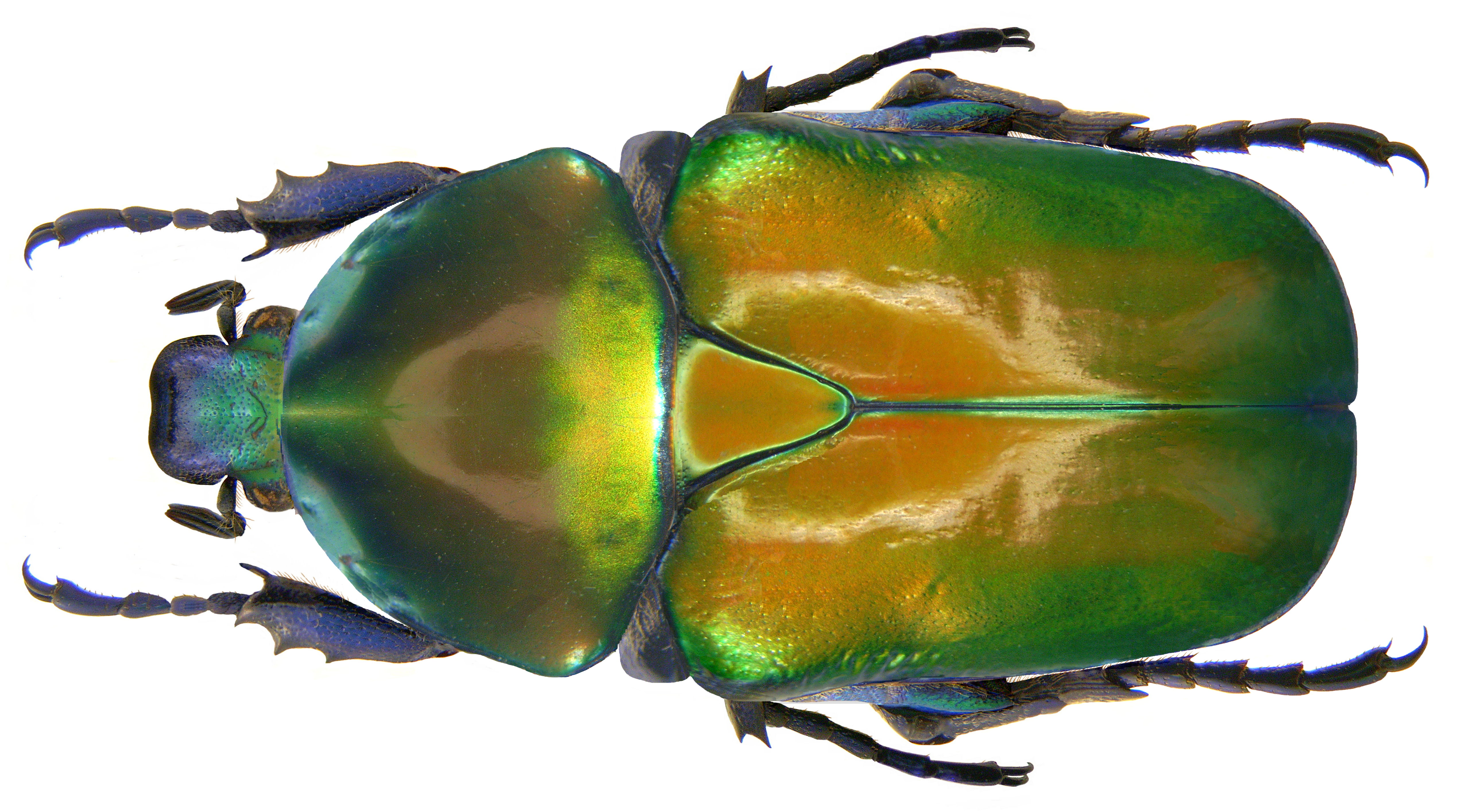